# Ctětín
Ctětín je obec v okrese Chrudim v Pardubickém kraji. Včetně všech částí obce v ní žije 261 obyvatel.

## Historie
První písemná zmínka o vesnici pochází z roku 1487.

## Části obce
- Bratroňov
- Ctětín
- Strkov
- Vranov

## Galerie

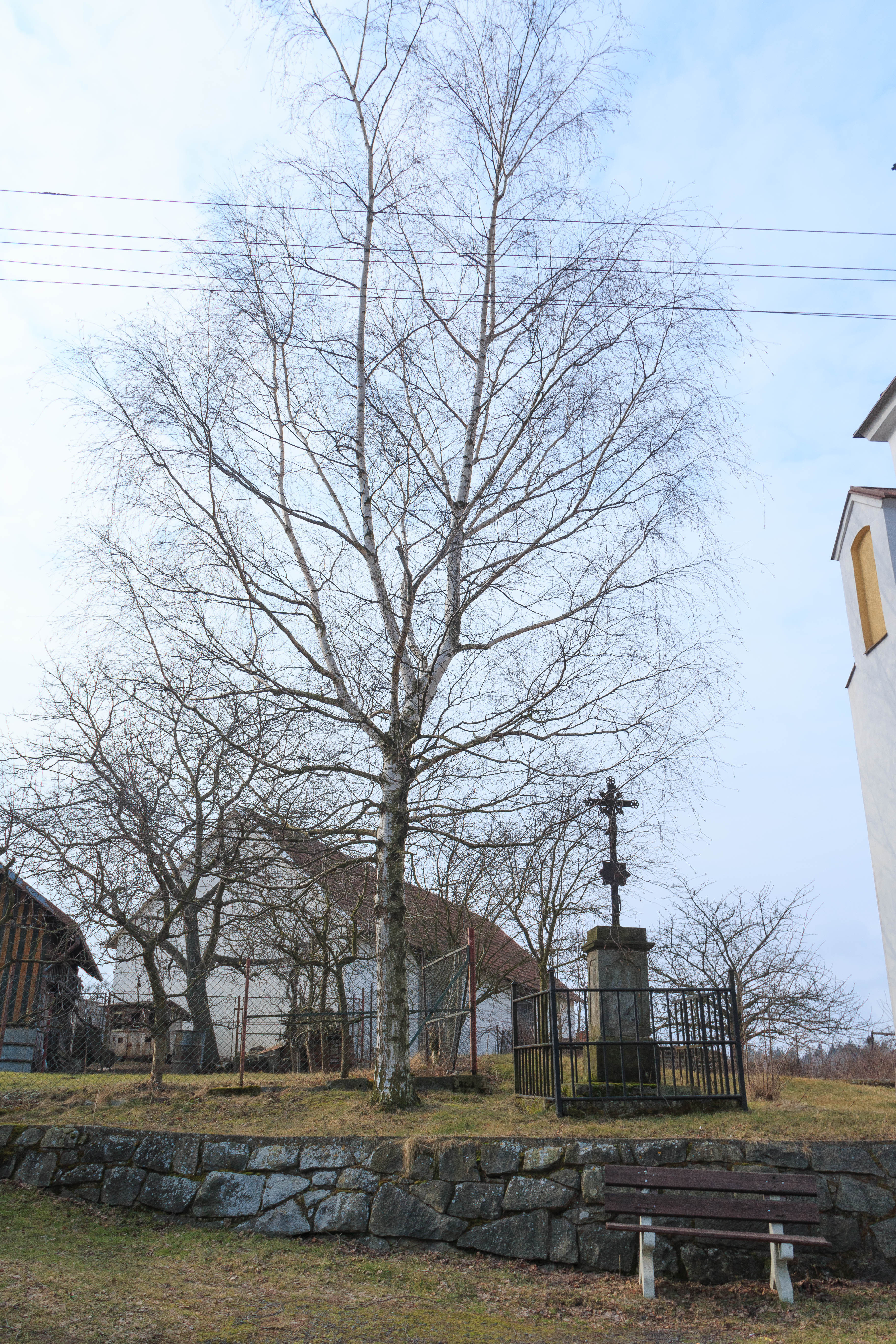
Křížek
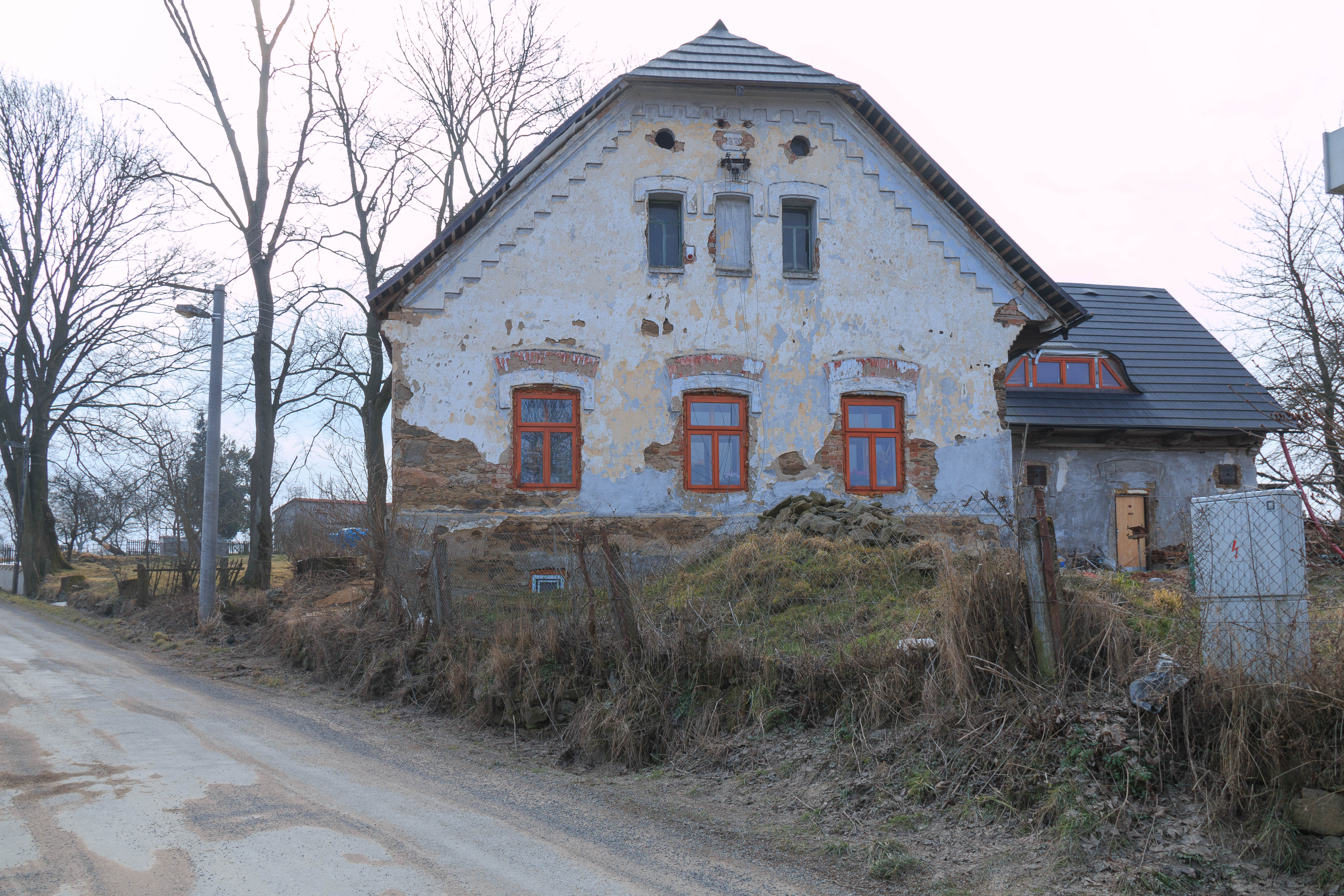
Usedlost čp.10
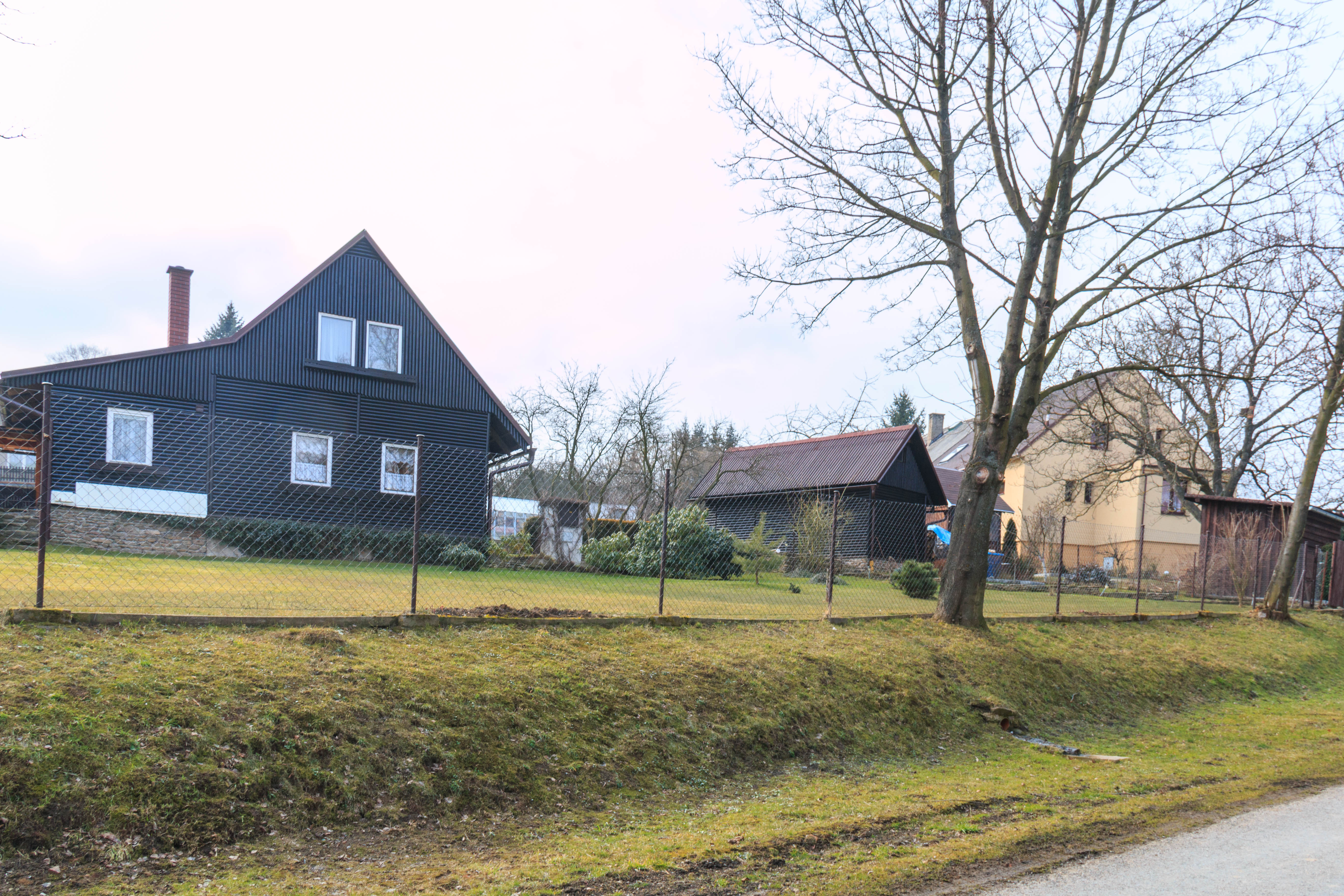
Chata
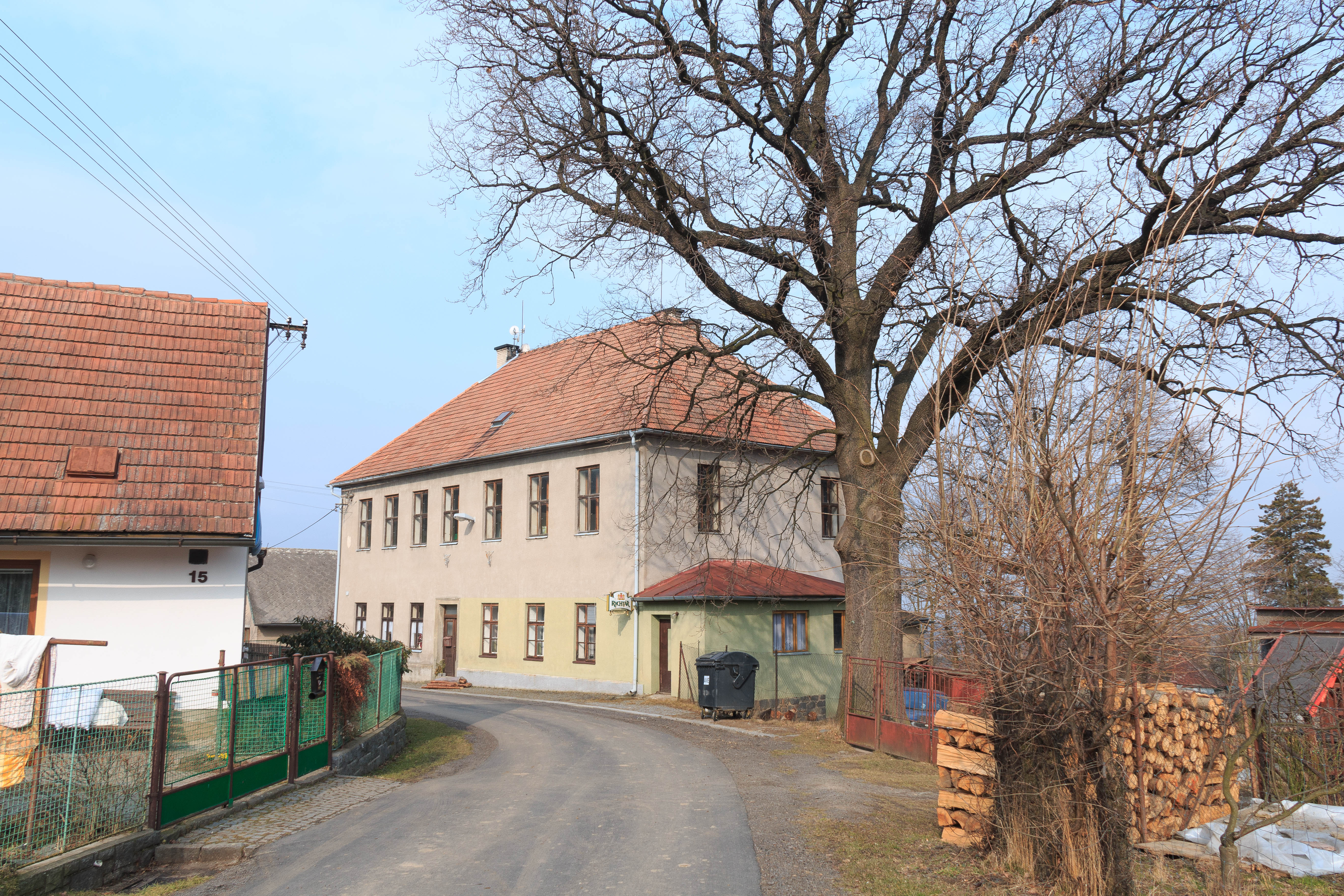
Hostinec
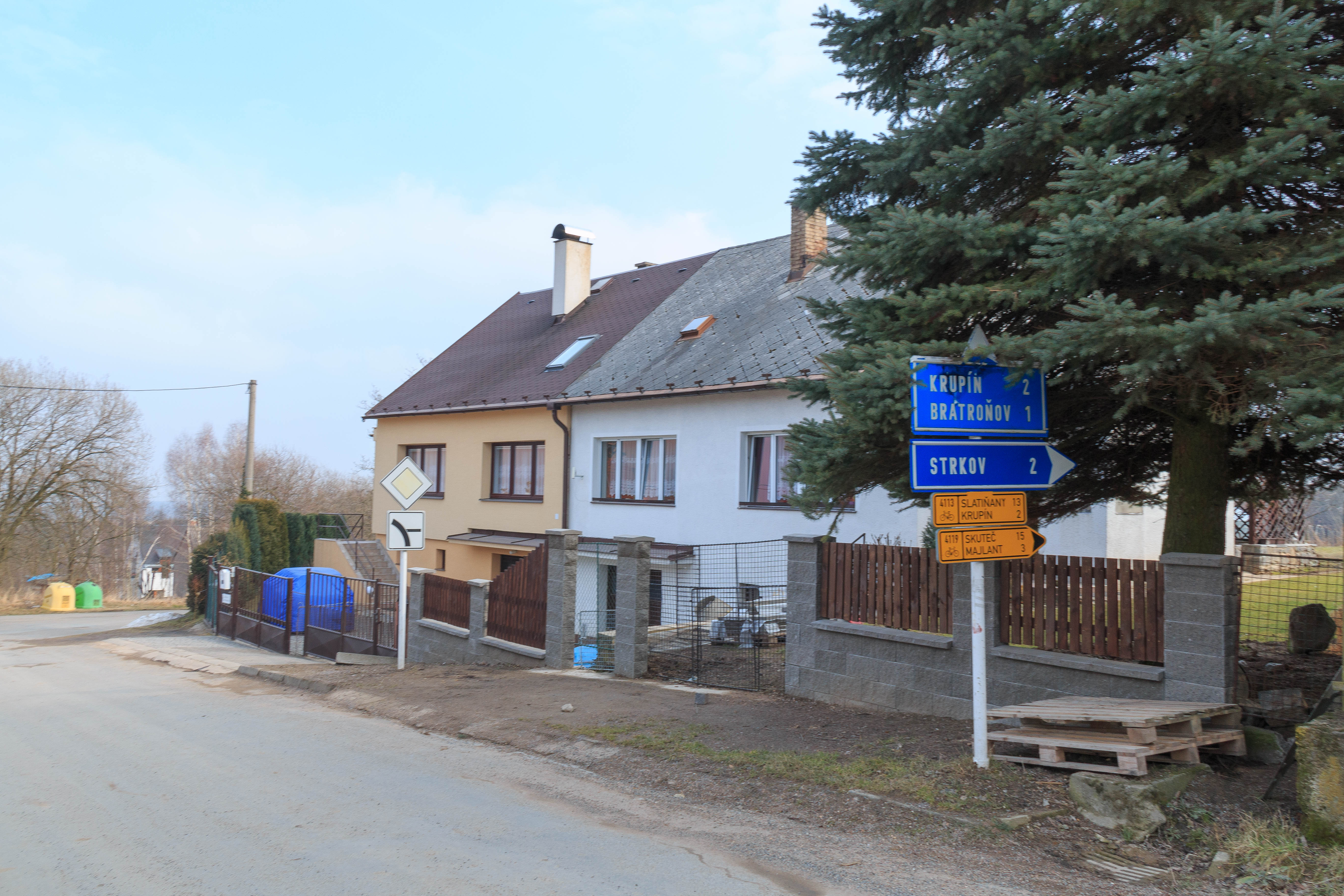
Stavba čp. 59
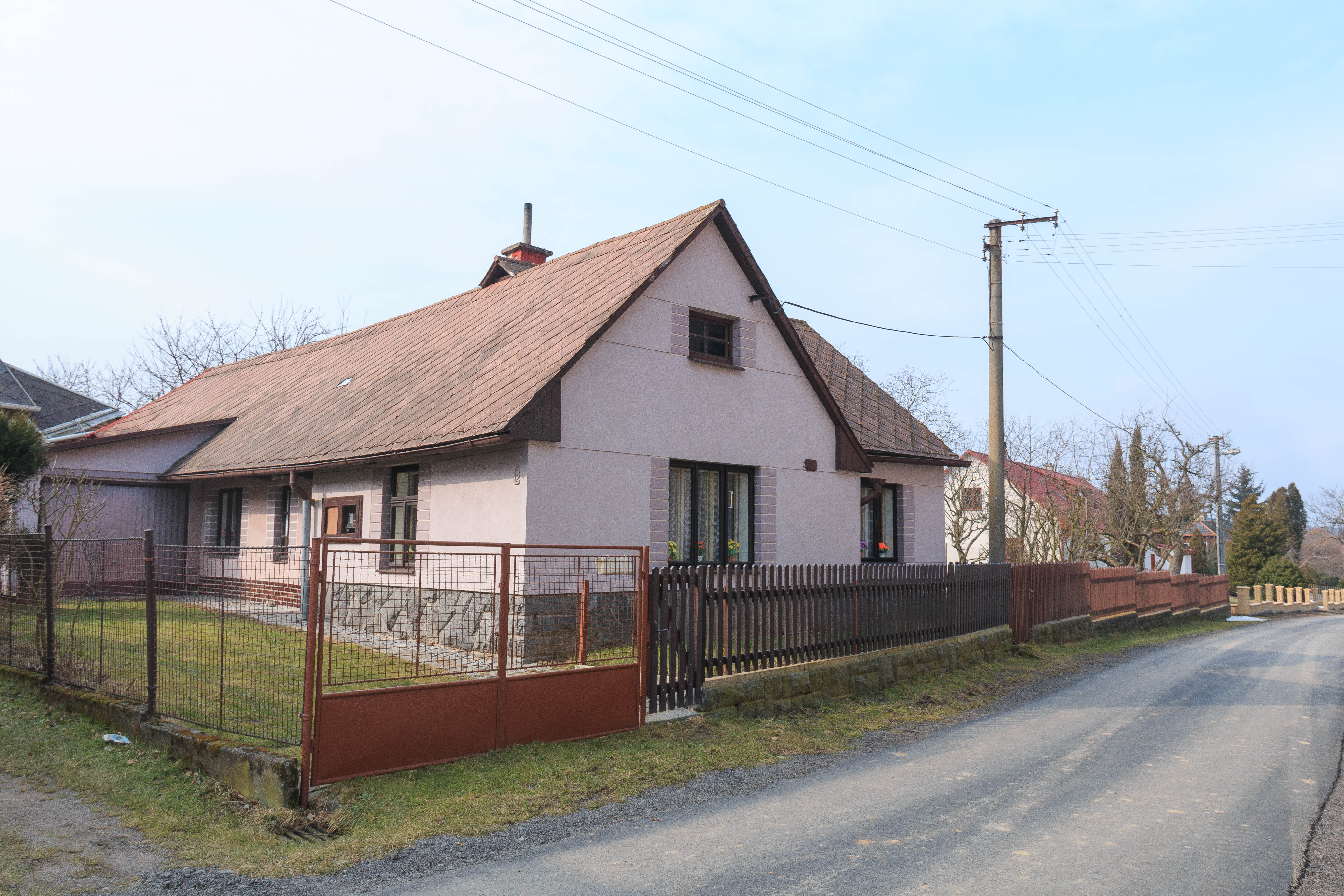
Stavení čp. 7
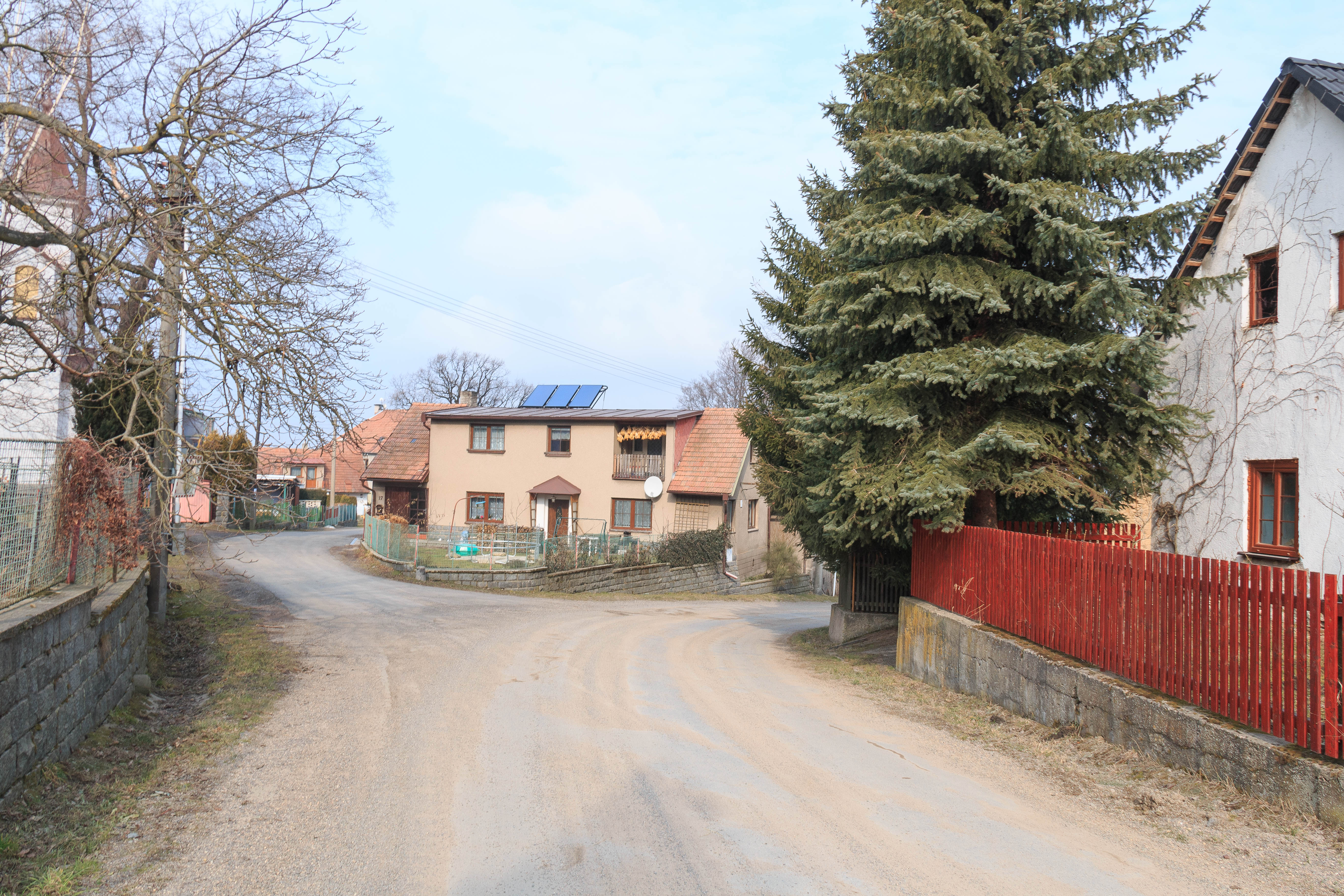
Stavení čp. 17
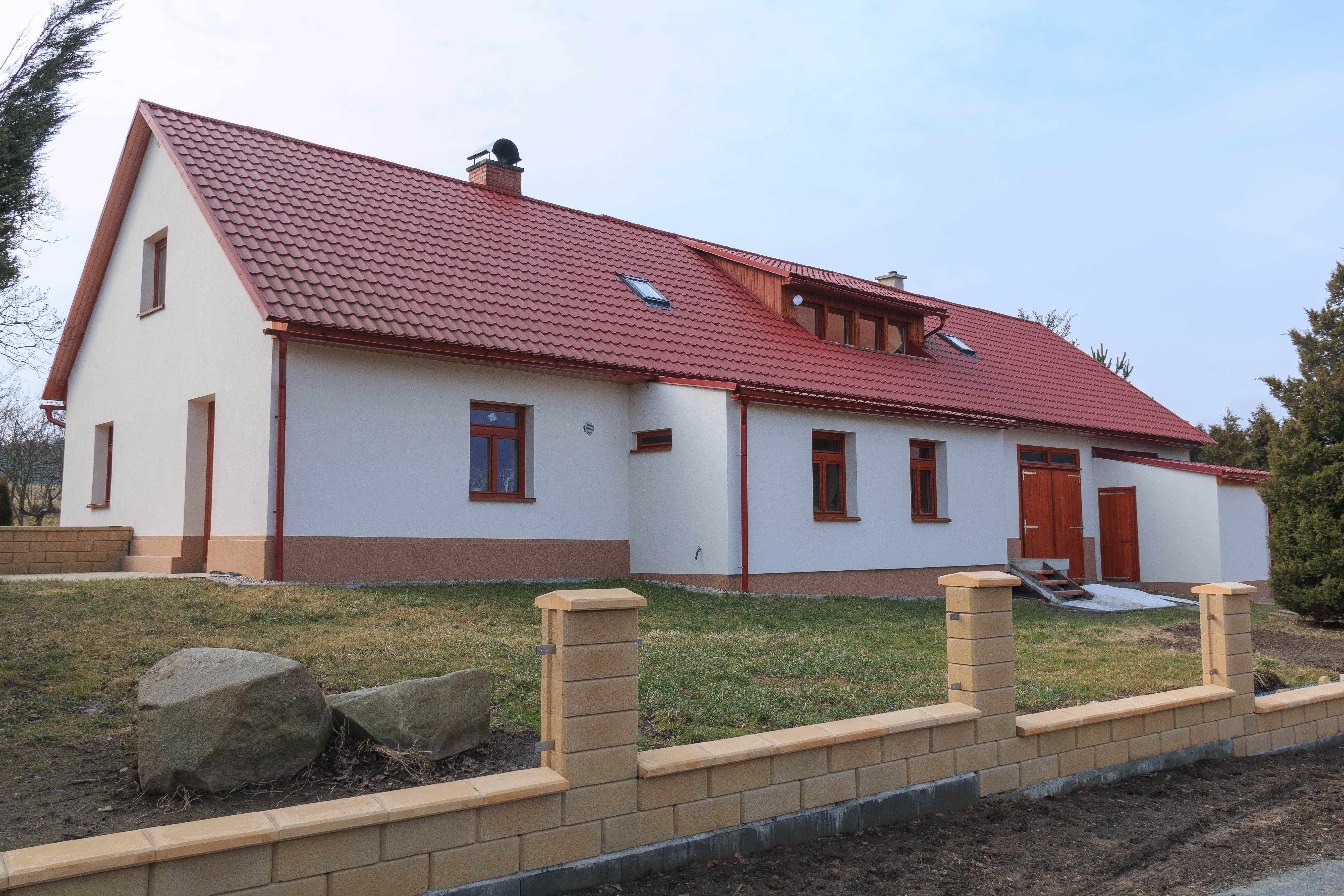
Stavení čp. 30